# ザ・フラッド (テイク・ザットの曲)
「ザ・フラッド」（"The Flood"）はイギリスのポップグループ、テイク・ザットのシングルである。6枚目のアルバム『プログレス』からの1枚目のシングル曲となる。リード・ボーカルはゲイリー・バーロウとロビー・ウィリアムズ。1995年にテイク・ザットを脱退したロビー・ウィリアムズが2010年に一時復帰して以来初となるシングルでもある。

## ビデオ
ビデオでは「プログレス号」と名付けたボートに乗ったメンバー5人が他の若手5人組チームと競争するところから始まる。レースではテイク・ザットの5人はレースに負けてしまうがそのままボートでテムズ川を縦断していく。その中、ロンドンのランドマーク（ビッグベンや新ロンドン市庁舎）を通り過ぎていき、最後に嵐の中に消えていくところでビデオは終わる。撮影はロンドンオリンピックのローイング競技が行われるバークシャーのローニー湖で行われた。

## プロモーション
イギリスのタレント発掘番組、Xファクターで2010年11月14日にパフォーマンスした。ロビー・ウィリアムズを含めて5人でパフォーマンスをするのは約15年ぶりであった。また、イタリアバージョンのXファクターでも同月23日にパフォーマンスした。毎年恒例のBBC主催のチャリティ番組"Children In Need"でもネヴァー・フォーゲットと共にパフォーマンスをした。

## トラックリスト
- UK CDシングル

1. "The Flood" – 4:51
2. "The Flood" (Instrumental) – 4:51

- UK DVDシングル

1. "The Flood" (Video) – 5:00
2. "The Flood" (Behind the Scenes) – 2:30

- UK プロモーション・シングル

1. "The Flood" (Radio Edit) - 3:54
2. "The Flood" (Instrumental) - 4:51

- ドイツ盤 CDシングル / UK iTunesパッケージ

1. "The Flood" - 4:51
2. "The Flood" (Video) - 5:00

- ヨーロピアン・マキシシングル

1. "The Flood" (Radio Edit) - 3:54
2. "The Flood" (Video) - 5:00
3. "The Flood" (Instrumental) - 4:51

## 各国のチャートと認定
| チャート （2010年）                                | 最高 順位 |
| -------------------------------------------------- | --------- |
| オーストリア（エードライ・オーストリア・トップ40） | 14        |
| ベルギー（ウルトラトップ40 Wallonia）              | 24        |
| チェコ（IFPI）                                     | 27        |
| デンマーク（トラックリステン）                     | 4         |
| ヨーロッパ（100 Singles）                          | 1         |
| フランス（SNEP）                                   | 37        |
| ドイツ（Media Control AG）                         | 12        |
| ハンガリー（Rádiós Top 40）                        | 16        |
| アイスランド（IFPI Lagalistinn）                   | 1         |
| インドネシア（ASIRI）                              | 6         |
| アイルランド（IRMA）                               | 3         |
| イタリア（FIMI）                                   | 2         |
| オランダ（Mega Single Top 100）                    | 3         |
| ノルウェー（VG-lista）                             | 3         |
| スコットランド（The Official Charts Company）      | 2         |
| スロバキア（IFPI）                                 | 44        |
| 韓国（ガオンチャート）                             | 7         |
| スペイン（PROMUSICAE）                             | 44        |
| スウェーデン（スヴァリイェトプリストン）           | 24        |
| スイス（シュヴァイツァー・ヒットパラーデ）         | 6         |
| イギリス（全英シングルチャート）                   | 2         |

| チャート(2010年) | 順位 |
| ---------------- | ---- |
| デンマーク       | 5    |
| オランダ         | 98   |
| ドイツ           | 81   |
| アイルランド     | 21   |
| イタリア         | 60   |
| ノルウェー       | 7    |
| イギリス         | 35   |

| 国           | 認定     |
| ------------ | -------- |
| デンマーク   | ゴールド |
| アイルランド | ゴールド |
| イタリア     | ゴールド |